# Rama profunda del nervio cubital
La rama profunda del nervio cubital es una rama terminal, principalmente motora, del nervio cubital y está acompañada por la rama palmar profunda de la arteria cubital. 

## Estructura
Pasa entre el abductor digiti minimi y el flexor digiti minimi brevis. Luego perfora el opponens digiti minimi y sigue el curso del arco palmar profundo por debajo de los tendones flexores. Cuando el nervio cubital profundo atraviesa la palma de la mano, se encuentra en un túnel fibroso formado entre el gancho del martillo y el pisiforme (canal de Guyon). 

## Función
En su origen inerva los músculos hipotenares. Al atravesar la parte profunda de la mano, inerva todos los músculos interóseos y el tercer y cuarto lumbricales. Termina inervando el aductor pollicis y la cabeza medial (profunda) del flexor pollicis brevis. También envía filamentos articulares a la articulación de la muñeca (siguiendo la ley de Hilton) 